# Documento pontificio
(Classico incipit per invocatio verbale)

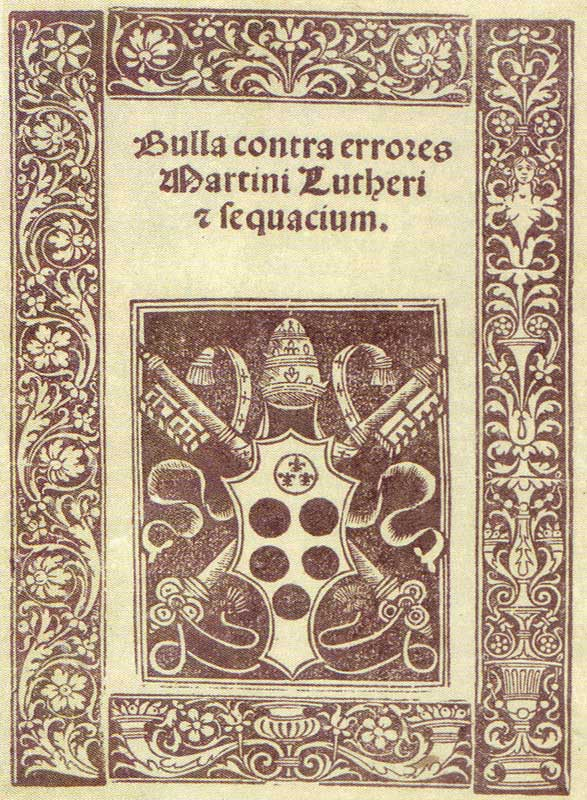
La Exsurge Domine, "contro gli errori di Martin Lutero e dei suoi seguaci", preludio alla scomunica, 1520

Un documento pontificio è un atto avente valore normativo, esortativo e/o esplicativo, emanato dal sommo pontefice o dalla Santa Sede della Chiesa cattolica nell'esercizio delle sue funzioni.

## Documenti papali
Il Papa manifesta il suo pensiero attraverso i seguenti tipi di documenti:
- Bolla pontificia, comunicazione scritta dalla Curia romana emessa con il sigillo del Papa.
- Breve apostolico, lettera pontificia meno solenne della bolla e usata per affari di minore importanza
- Costituzione apostolica, legge pontificia cosiddetta "diretta"
  - Il termine Costituzione apostolica si riferisce alla generalità della categoria di atti, in ragione del suo contenuto specifico la costituzione stessa può essere definita come:
    - Costituzione dogmatica (per esempio la Lumen Gentium e la Dei Verbum del Concilio Vaticano II);
    - Costituzione pastorale (la Gaudium et Spes dello stesso concilio).
- Enciclica, lettera pontificia del Papa su materie dottrinali, morali o sociali, indirizzata a tutti i fedeli.
- Esortazione apostolica
  - Esortazione apostolica post-sinodale, documento che il Papa emette a seguito di un sinodo dei vescovi
- Lettera apostolica
- Motu proprio, documento del papa non suggerito da alcun organismo della Curia romana

Si stima che i documenti papali a tutt'oggi redatti ammontino a non meno di trenta milioni.

## Struttura
I documenti contengono:
- un titolo iniziale che specifica la tipologia di documento (motu proprio, esortazione apostolica, ecc.), l'argomento principale e, talora, i destinatari (es. tutti i vescovi) ;
- eventuale indice del documento ;
- eventuale preambolo /proemio;
- capitoli e articoli (se è un testo normativo)/paragrafi;
- alla fine del testo: nome del pontefice, luogo e data di pubblicazione/promulgazione, anno di pontificato;
- eventuali altri sottoscrittori con l'indicazione della carica occupata;
- note bibliografiche;
- eventuale indicazione in calce del detentore del copyright.

Le fonti citate nelle note bibliografiche in genere sono: Scritture, concili, Padri, autori della Scolastica, altri documenti pontifici, il catechismo.

## Editio typicae casa editrice
L'editio typica dei documenti pontifici è solitamente in latino, lingua ufficiale della Chiesa cattolica. 
La versione ufficiale dei documenti in latino è pubblicata negli Acta Apostolicae Sedis.
I titoli dei documenti derivano dalle prime parole significative del testo latino.
La Libreria Editrice Vaticana è la casa editrice di riferimento che cura la pubblicazione dei documenti pontifici e ne detiene i relativi diritti d'autore. 
La versione online può essere integralmente e gratuitamente (Open Access) consultata su vatican.va, sito web ufficiale della Santa Sede.
Le lingue in cui sono tradotti i documenti variano da documento a documento. In ogni caso, rispetto al sito fa fede e prevale l'edizione a stampa (quella cartacea) pubblicata dalla Libreria Editrice Vaticana e, tra le varie lingue, prevale il testo latino.